# 小行星9627
小行星9627（英語：9627）是一颗围绕太阳公转的小行星。1993年6月15日，亨利·E·霍爾特在帕洛马山发现了此天体。
这颗小行星的绝对星等为108.65250等。